# 六番
六番（ろくばん）は、愛知県名古屋市熱田区の地名。現行行政地名は六番一丁目から六番三丁目。住居表示実施。

## 地理
名古屋市熱田区南西部に位置する。東は四番一丁目・同二丁目、西は八番一丁目・同二丁目、南は港区、北は西郊通・西野町・古新町に接する。

## 歴史

### 町名の由来
熱田新田の開拓時に一番割から三十三番割まで分割されたうちの六番割に相当することによる。

### 沿革

#### 六番町
- 1940年（昭和15年）
  - 10月2日 - 港区熱田新田東組の一部により、同区六番町として成立[1]。
  - 10月10日 - 港区熱田新田東組の一部を編入する[1]。
- 1944年（昭和19年）2月11日 - 熱田区に編入され、同区六番町が成立[1]。
- 1982年（昭和57年）11月14日 - 六番町は下記の六番一丁目・六番二丁目・六番三丁目のほか、四番一丁目・同二丁目・八番一丁目・同二丁目に編入され消滅[1]。

#### 六番一丁目・六番二丁目・六番三丁目
- 1982年（昭和57年）11月14日 - 熱田区六番一丁目が熱田新田東組・西郊通・西野町・六番町の各一部により、六番二丁目が四番町・六番町の各一部により、六番三丁目が熱田新田東組・六番町・八番町の各一部によりそれぞれ成立する[1]。

## 世帯数と人口
2018年（平成30年）12月1日現在の世帯数と人口は以下の通りである。
| 丁目       | 世帯数    | 人口    |
| ---------- | --------- | ------- |
| 六番一丁目 | 360世帯   | 661人   |
| 六番二丁目 | 730世帯   | 1,287人 |
| 六番三丁目 | 524世帯   | 1,101人 |
| 計         | 1,614世帯 | 3,049人 |

### 人口の変遷
国勢調査による人口の推移。
| 1995年（平成7年）  | 3,280人 |  |  |
| 2000年（平成12年） | 3,041人 |  |  |
| 2005年（平成17年） | 3,388人 |  |  |
| 2010年（平成22年） | 3,354人 |  |  |
| 2015年（平成27年） | 3,204人 |  |  |

### 世帯数の変遷
国勢調査による世帯数の推移。
| 1995年（平成7年）  | 1,328世帯 |  |  |
| 2000年（平成12年） | 1,364世帯 |  |  |
| 2005年（平成17年） | 1,568世帯 |  |  |
| 2010年（平成22年） | 1,597世帯 |  |  |
| 2015年（平成27年） | 1,624世帯 |  |  |

## 学区
市立小・中学校に通う場合、学校等は以下の通りとなる。また、公立高等学校に通う場合の学区は以下の通りとなる。
| 丁目       | 番・番地等 | 小学校               | 中学校                 | 高等学校 |
| ---------- | ---------- | -------------------- | ---------------------- | -------- |
| 六番一丁目 | 全域       | 名古屋市立船方小学校 | 名古屋市立日比野中学校 | 尾張学区 |
| 六番二丁目 | 全域       | 名古屋市立船方小学校 | 名古屋市立日比野中学校 | 尾張学区 |
| 六番三丁目 | 全域       | 名古屋市立船方小学校 | 名古屋市立日比野中学校 | 尾張学区 |

## 交通

### 鉄道
- 名古屋市営地下鉄名港線六番町駅[2]

### 道路
- 国道1号[2]
- 名古屋市道江川線
- 名古屋高速4号東海線 六番南入口

## 施設

### 六番一丁目
- 熱田保育園[2]
- 六番割地蔵[3]
- 七番割地蔵[3]
- 名古屋六番町郵便局

### 六番二丁目
- 名古屋市営南熱田荘[2]
- 白毫寺

### 六番三丁目
- 名古屋市工業研究所[2]
- 神明社[4]

## その他

### 日本郵便
- 郵便番号 : 456-0058[WEB 3]（集配局：熱田郵便局[WEB 13]）。

### WEB
1. 1 2  “愛知県名古屋市熱田区の町丁・字一覧”.   人口統計ラボ. 2017年7月23日閲覧。
2. 1 2  “町・丁目(大字)別、年齢(10歳階級)別公簿人口(全市・区別)”.   名古屋市 (2018年12月20日). 2019年1月6日閲覧。
3. 1 2  “郵便番号”.  日本郵便. 2019年1月6日閲覧。
4. ↑  “市外局番の一覧”.   総務省. 2019年1月6日閲覧。
5. ↑  名古屋市役所市民経済局地域振興部住民課町名表示係 (2015年10月21日). “熱田区の町名一覧”.   名古屋市. 2017年7月23日閲覧。
6. 1 2  総務省統計局 (2014年3月28日). “平成7年国勢調査の調査結果(e-Stat) - 男女別人口及び世帯数 －町丁・字等” (CSV). 2021年7月20日閲覧。
7. 1 2  総務省統計局 (2014年5月30日). “平成12年国勢調査の調査結果(e-Stat) - 男女別人口及び世帯数 －町丁・字等” (CSV). 2021年7月20日閲覧。
8. 1 2  総務省統計局 (2014年6月27日). “平成17年国勢調査の調査結果(e-Stat) - 男女別人口及び世帯数 －町丁・字等” (CSV). 2021年7月21日閲覧。
9. 1 2  総務省統計局 (2012年1月20日). “平成22年国勢調査の調査結果(e-Stat) - 男女別人口及び世帯数 －町丁・字等” (CSV). 2021年7月21日閲覧。
10. 1 2  総務省統計局 (2017年1月27日). “平成27年国勢調査の調査結果(e-Stat) - 男女別人口及び世帯数 －町丁・字等” (CSV). 2021年7月21日閲覧。
11. ↑  “市立小・中学校の通学区域一覧”.   名古屋市 (2018年11月10日). 2019年1月14日閲覧。
12. ↑  “平成29年度以降の愛知県公立高等学校（全日制課程）入学者選抜における通学区域並びに群及びグループ分け案について”.   愛知県教育委員会 (2015年2月16日). 2019年1月14日閲覧。
13. ↑  郵便番号簿 平成29年度版 - 日本郵便. 2019年01月06日閲覧 (PDF)

### 書籍
1. 1 2 3 4 5 6  名古屋市計画局 1992, p. 814.
2. 1 2 3 4 5 6 7  「角川日本地名大辞典」編纂委員会 1989, p. 1447.
3. 1 2 3  名古屋市計画局 1992, p. 438.
4. ↑  名古屋市計画局 1992, p. 439.